# Пентхаус апартамент
Пентхаус апартамент (на английски: penthouse) идва от английски като първоначално представлява жилище (жилищна сграда) на покрива на небостъргач или на многоетажна сграда. Може да бъде и отделно жилище, разположено на няколко етажа на многоетажна сграда, който има собствена тераса и особено луксозно изпълнение. Структурата на пентхауса дава ефект на напълно самостоятелно жилище, изолирано от останалата част на сградата и околните сгради. Често те са разположени по-отдалечени от фасадата на сградата и по този начин са обиколени от тераса. Терасите на тези жилища може да имат зимна градина, басейн и др.

## История на развитие
Жилището от типа пентхаус се развива като самостоятелна форма в градската архитектура в началото на 20 век. Това е свързано с развитието и разпространението на електрическите асансьори, които осигуряват удобен и бърз достъп до горните етажи на високите сгради. И докато преди това са имали предимство жилищата, разположени на първите етажи и мансардите под покривите представляват евтини жилища, с тази промяна стават атрактивни жилищата, разположени на най-горните етажи.
Един пример за изграждане на сграда и пентхаус представлява една емблематична сграда за архитектурното направление, възникнало в Съветския Съюз: конструктивизъм (на английски: Constructivist architecture). Това е сградата с комунални жилища на Наркомфин (народен комисариат по финансите) (на руски: Дом Наркомфина) създадена от архитекта Мойсей Гинзбург през 1928 г. в Москва. На последния етаж се намира пентхаус жилището на Николай Милтин, комисар по финансите и теоретик на архитектурата.
Льо Корбюзие създава своите пет принципа на модерната архитектура като един от тях е да се използва винаги плосък покрив вместо наклонен и той да се използва като допълнителен етаж за озеленяване, басейни, както и допълнителни сгради за общо ползване като например детска градина.
В много от източноазиатските градове като в например Хонконг има построени върху големите жилищни сгради незаконни къщи, представляващи един вид бидонвили. Те са толерирани от властите поради липсата на достатъчно жилища.
Атрактивността на тези жилища се увеличава с нарастване на населението на големите метрополиси. Например в построена през 2014 г. сграда в Монако се предлага пентхаус, намиращ се на последните пет етажа и разполагащ с басейн, до който се стига по водна пързалка.
- Пентхаус и тераса гледани от Емпайър Стейт Билдинг в Манхатън
- Пентхаус и градина на покрива, гледани от Емпайър Стейт Билдинг в Манхатън
- Резиденция Meghna в Бангладеш
- Мезонет на покривите на Париж
- Пентхаус на покривите на Париж
- Пентхаус на покривите на Париж